# 1358
1358. је била проста година.

## Догађаји

### Фебруар
- 18. фебруар — Закључен је Задарски мир.

### Мај
- 27. мај — Вишеградски споразум

## Смрти

### Јануар
- 22. август — Изабела Француска, енглеска краљица